# 월터 크레인
월터 크레인(영어: Walter Crane, 1845년 8월 15일 ~ 1915년 3월 14일)은 영국의 화가이자 삽화가이다. 그는 19세기 후반 가장 영향력 있고 가장 많은 작품을 남긴 동화 작가 중 한 명으로 여겨지며 랜돌프 칼데콧(Randolph Caldecott), 케이트 그린어웨이(Kate Greenaway)와 함께 영국 아동 문학 장르가 발달하는데 가장 큰 기여를 한 사람 중 한 명이다.
그는 미술공예운동의 일원이었으며 다양한 그림과 삽화, 동화책, 세라믹 타일, 벽지 및 기타 장식 예술 작품을 제작했다. 또한 국제 사회주의 운동과 관련된 수많은 상징적인 이미지를 만든 것으로도 알려져 있다.

## 생애

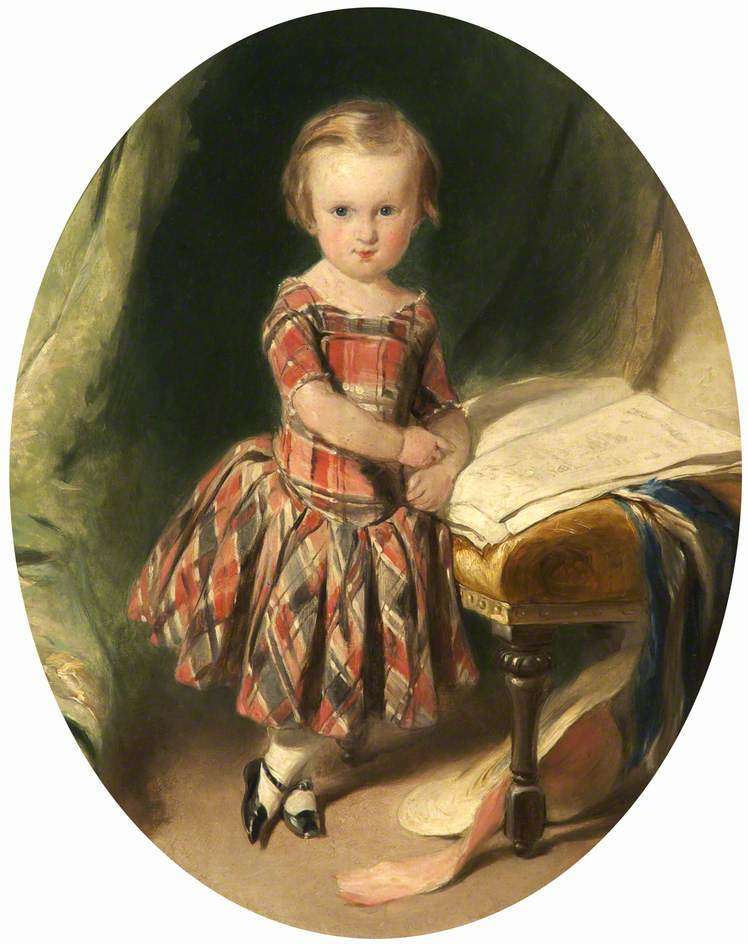
1846년, 그의 아버지가 그린 어린시절 월터 크레인의 초상화

월터 크레인은 초상화 화가이자 세밀화 화가인 아버지, 토마스 크레인(Thomas Crane)과 부유한 맥아 제조업자의 딸이었던 어머니, 마리 크레인(Marie Crane) 사이에서 둘째로 태어났다.  그의 형인 토마스 크레인(Thomas Crane) 또한 삽화가였으며, 여동생 루시(Lucy Crane)는 저명한 작가였다.